# Pytalovo
Pytalovo (russisk: Пыталово) er en by i Den Russiske Føderation, som fra 1920 til 1940 lå i Republikken Letland, og fra 1940 til 1944 i Lettiske SSR. Fra 1920 til 1938 hed byen Jaunlatgale, men omdøbtes til Abrene, og efter byens tilslutning til Rusland omdøbtes byen i 1945 til det nuværende navn. Efter fornyelsen af Letlands uafhængighed i 1991 forblev byen de facto en del af Rusland, og efter ratificeringen af grænseaftalen mellem Letland og Rusland i 2007 afsagde Letland de jure alle krav på byen. Byen har 5.263 (2021) indbyggere.